# Шёнборн, Мелинда
Мелинда Шёнборн (венг. Schonborn Melinda; род. 4 ноября 2004 года, Венгрия) — венгерская шорт-трекистка, чемпионка и бронзовый призёр чемпионата мира среди юниоров, чемпионка 2-кратная призёр чемпионата Венгрии. Выступала за клуб "МТК" (Будапешт), в настоящее время "UTE".

## Биография
Мелинда Шёнборн родилась в городе Ясберень. В возрасте примерно 7-ми лет она впервые встала на коньки, когда стала ходить в начальной школе на уроки обучения по катанию на коньках. После первого раза катания она выбрала шорт-трек, чему была очень рада, так как шорт-трек её полностью впечатлил. С 2015 года юная спортсменка участвовала на юниорском чемпионате Венгрии, и вплоть до 2017 года трижды поднималась на подиум в женской эстафете в разных возрастных категориях. В 2018 и 2019 годах становилась бронзовым призёром среди юниоров на дистанции 1000 метров и серебряным и бронзовым на 500 метров.
2021 год стал поворотным моментом в её карьере, после того, как она вошла в состав юниорской сборной под руководством тренера Лакатоша Тамаша, и на международном турнире "Трофей Бормио Альта Вальтеллина" в ноябре выиграла забег на 1000 метров и стала второй на дистанции 500 метров. В декабре стала серебряным призёром в забеге на 1500 метров и бронзовым в смешанной эстафете на чемпионате Венгрии. В марте 2022 года Мелинда участвовала на Европейском юношеском олимпийском фестивале в финском Вуокатти, где выиграла серебро в забеге на 500 метров. В апреле дебютировала на чемпионате мира в Монреале, где заняла 6-е место в женской эстафете. 
Через год на её дебютном чемпионате мира среди юниоров в Дрездене завоевала бронзовую медаль в составе женской эстафеты. В сентябре на чемпионате Венгрии Мелинда выиграла звание чемпионки в забеге на 500 метров и заняла 2-е место в женской эстафете. В феврале 2024 года на чемпионате мира среди юниоров в Гданьске Мелинда завоевала золотую медаль в составе женской эстафеты.